# غوردون براون (سياسي)
غوردون براون (بالإنجليزية: Gordon Alexander Brown)‏ هو سياسي نيوزلندي، ولد في 28 نوفمبر 1907 في نيوزيلندا، وتوفي في 16 يوليو 1982. كان محاسبًا نيوزيلنديًا ومديرًا تعاونيًا للبيع بالتجزئة ورجل أعمال ومديرًا للرجبي وسياسيًا محليًا
في عام 1975 مع مرتبة الشرف للعام الجديد، تم تعيين براون ضابطًا في وسام الإمبراطورية البريطانية لخدمات المجتمع.